# Château-Gaillard (Les Andelys)
Pour les articles homonymes, voir Gaillard et Château-Gaillard.
Château-Gaillard est un château fort construit à la fin du XIIe siècle, aujourd'hui en ruine, dont les vestiges se dressent sur la commune française des Andelys au cœur du Vexin normand, dans le département de l'Eure, en région Normandie.
Sa construction par le roi d'Angleterre et duc de Normandie, Richard Cœur de Lion, s'inscrit dans la lutte que se livrent, depuis les années 1060, les rois de France et les rois d'Angleterre, alors ducs de Normandie. La place verrouillait, avec d'autres châteaux et ouvrages fortifiés, la vallée de la Seine. Sa prise en 1204, annonce la perte de la Normandie et la fin de l'empire Plantagenêt.
Le château fait l’objet d’un classement au titre des monuments historiques par la liste de 1862. Diverses parcelles de terrain attenantes ont également été classées en 1926, 1927 et 1928.

## Localisation
Les ruines de Château-Gaillard sont situées sur une falaise de calcaire dominant un grand méandre de la Seine et le bourg des Andelys, dans le département français de l'Eure, en France. Son altitude est environ de 90 à 100 mètres.

## Historique

### Contexte de la construction
La construction de la forteresse s'inscrit dans la lutte que se livrent depuis les années 1060 les rois de France et les rois d'Angleterre, alors ducs de Normandie. À cela s'ajoute un conflit personnel entre Richard Ier dit Richard Cœur de Lion et le roi des Francs Philippe Auguste. En 1189, Richard Cœur de Lion hérite des biens et possessions territoriales de son père Henri II Plantagenêt, partagés entre l'actuel territoire français et l'Angleterre. Le roi Philippe Auguste, jusque-là allié de Richard, s'éloigne peu à peu de lui, jusqu'à ce qu'ils se vouent mutuellement une haine féroce après la captivité de Richard. Auparavant, ils se sont encore mis en route ensemble dès l'hiver 1190-1191 pour participer à la troisième croisade en Terre sainte.
Cependant, après quelques mois passés en Terre sainte, Philippe Auguste regagne son royaume et profite de l'absence de Richard pour entamer la conquête du duché de Normandie avec la complicité passive du propre frère de Richard, Jean sans Terre. Dès son retour, Richard entreprend avec énergie de récupérer la suprématie sur la frontière orientale de son duché de Normandie. En 1194, après avoir battu l'armée du Capétien à Fréteval près de Vendôme, le roi d'Angleterre conclut avec ce dernier le traité d'Issoudun selon lequel il entérine la concession de Gisors, Gaillon et Vernon que son frère Jean sans Terre avait déjà perdues lors de son absence. La cession de ces trois places au roi de France fragilise la frontière orientale du duché de Normandie marquée par l'Epte et, partant, Rouen, sa capitale, qui se trouve directement menacée. En effet, Rouen était à l'époque la seconde ville la plus importante sur le territoire de la France actuelle.
Richard décide alors de construire en avant de Rouen, une grande forteresse pour barrer la rive droite de la vallée de la Seine et interdire le passage par voie fluviale. Il choisit la couture d'Andely entre Vernon et Rouen, située à l'extrémité d'un important méandre du fleuve. L'ensemble du complexe fortifié coûte 46 000 livres soit l'équivalent de cinq années de revenus du duché, épuisant les ressources de l'État Plantagenêt. Pour verrouiller la vallée de la Seine, outre la construction de Château-Gaillard, Richard fonde le bourg du Petit-Andely, fortifie l'île située au milieu du fleuve et barre le cours de celui-ci.

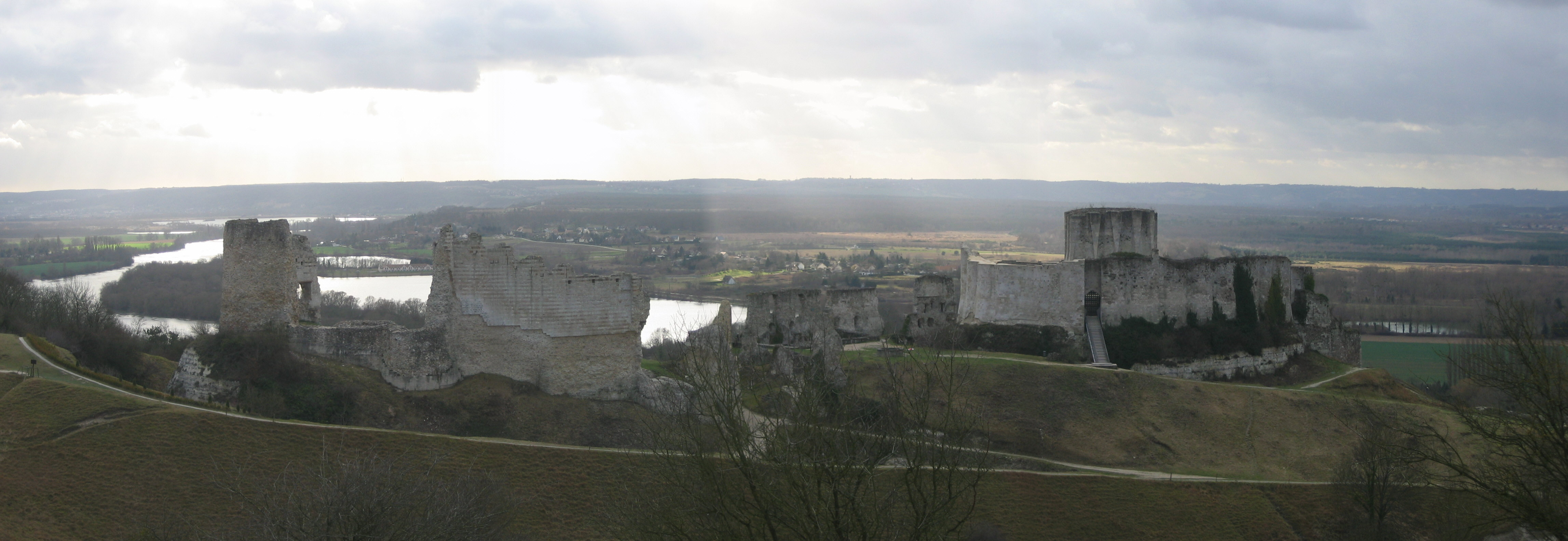
Vue panoramique de la forteresse.

### Un château né d'une usurpation et d'une infraction
Le choix des Andelys par Richard pose un double problème : d'une part, le lieu est à l'époque, propriété de l'archevêque de Rouen Gautier de Coutances ; d'autre part, le duc n'a pas le droit de fortifier l'endroit selon les termes du traité de Gaillon de 1196. Cependant, il n'a pas le choix s'il veut défendre la vallée de la Seine, il passe donc outre. Ceci lui vaut les foudres de l'archevêque Gautier qui jette l'interdit sur la Normandie, jusqu'à ce qu'un compromis soit enfin trouvé en octobre 1197 : Richard offre au prélat plusieurs terres ducales en échange de la possession des Andelys, dont Bouteilles, Dieppe et son port source d'importants revenus. Cet échange est particulièrement favorable à l'Église.

### Le siège de Château-Gaillard

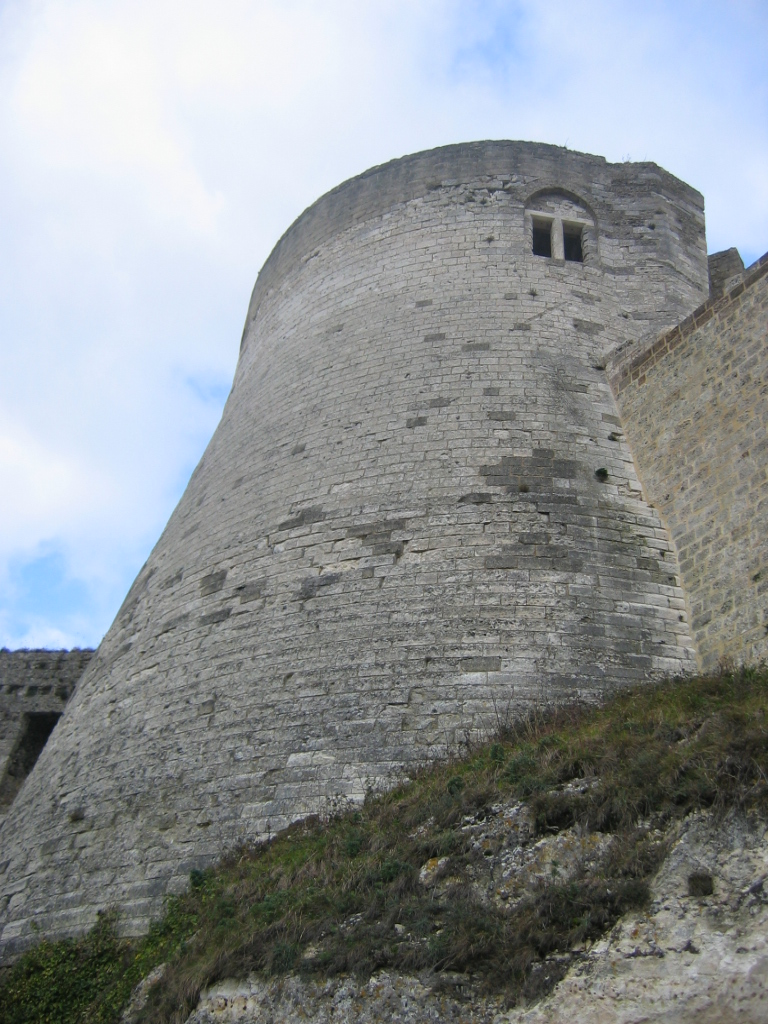
Donjon, côté Seine.

La Philippide, œuvre de Guillaume le Breton, est la principale source sur cet événement majeur dans l'histoire du château. Après la mort de Richard Cœur de Lion en avril 1199, son jeune frère Jean sans Terre lui succède sur le trône ducal. Philippe Auguste profite de cette succession pour relancer la conquête du duché de Normandie. Sous la pression du légat Pierre de Capoue, le roi conclut un traité de paix le 22 mai 1200, connu sous le nom de traité du Goulet. Philippe Auguste conserve ses dernières conquêtes, notamment le Vexin normand, à l'exception de Château-Gaillard. Cette paix est rompue en 1202. Le roi reprend l'offensive et en août 1203, il s'empare de l'île d'Andely (avec son fort) et du bourg de la Couture, abandonné par sa population. L'estacade est détruite, rendant la navigation sur la Seine possible. 
Plus loin, les Anglo-Normands abandonnent sans combat le château du Vaudreuil, puis c'est au tour du château de Radepont de tomber. La route de Rouen est alors ouverte pour les Français. Ainsi, quand en septembre, Philippe entreprend le siège du château, la forteresse n'a plus guère d'intérêt stratégique, même si elle reste pour les Normands un symbole important. Elle l'est tout autant pour le roi de France qui comprend (c'est le château de Richard Cœur de Lion) la nécessité de l'abattre.
Philippe Auguste entoure la forteresse d'un double fossé de circonvallation qu'il hérisse de 14 beffrois. Mais conscient du caractère redoutable de la forteresse, le roi de France compte surtout sur un blocus qui affamera la garnison et la population retranchées à l'intérieur pour soumettre Château-Gaillard. Roger de Lacy commande la garnison et se montre prêt à résister le temps qu'une armée de secours envoyée par Jean sans Terre le débloque. Pour préserver les vivres, les 1 200 habitants de La Couture (Petit Andely), qui avaient trouvé refuge dans le château, en sont chassés en décembre. Après avoir laissé passer la plus grande partie, les assiégeants français repoussèrent le reste. Plusieurs centaines d'entre eux, tassés dans la deuxième enceinte, exposés au froid de l'hiver, mouraient de faim. C'est ainsi qu'ils furent représentés dans le sinistre tableau Les Bouches Inutiles, peint par Tattegrain en 1894,. Finalement, les Français les laissèrent passer et ils se dispersèrent.
Mais ce n'est pas la famine qui assure au roi de France la prise de Château-Gaillard. Il tire parti des « erreurs dans la conception même de la forteresse, qui vont apparaître au fur et à mesure de la progression de l'assaut ». Les Français attaquent d'abord la grosse tour qui domine l'ouvrage avancé. Son écroulement oblige les défenseurs à se replier dans le château proprement dit.

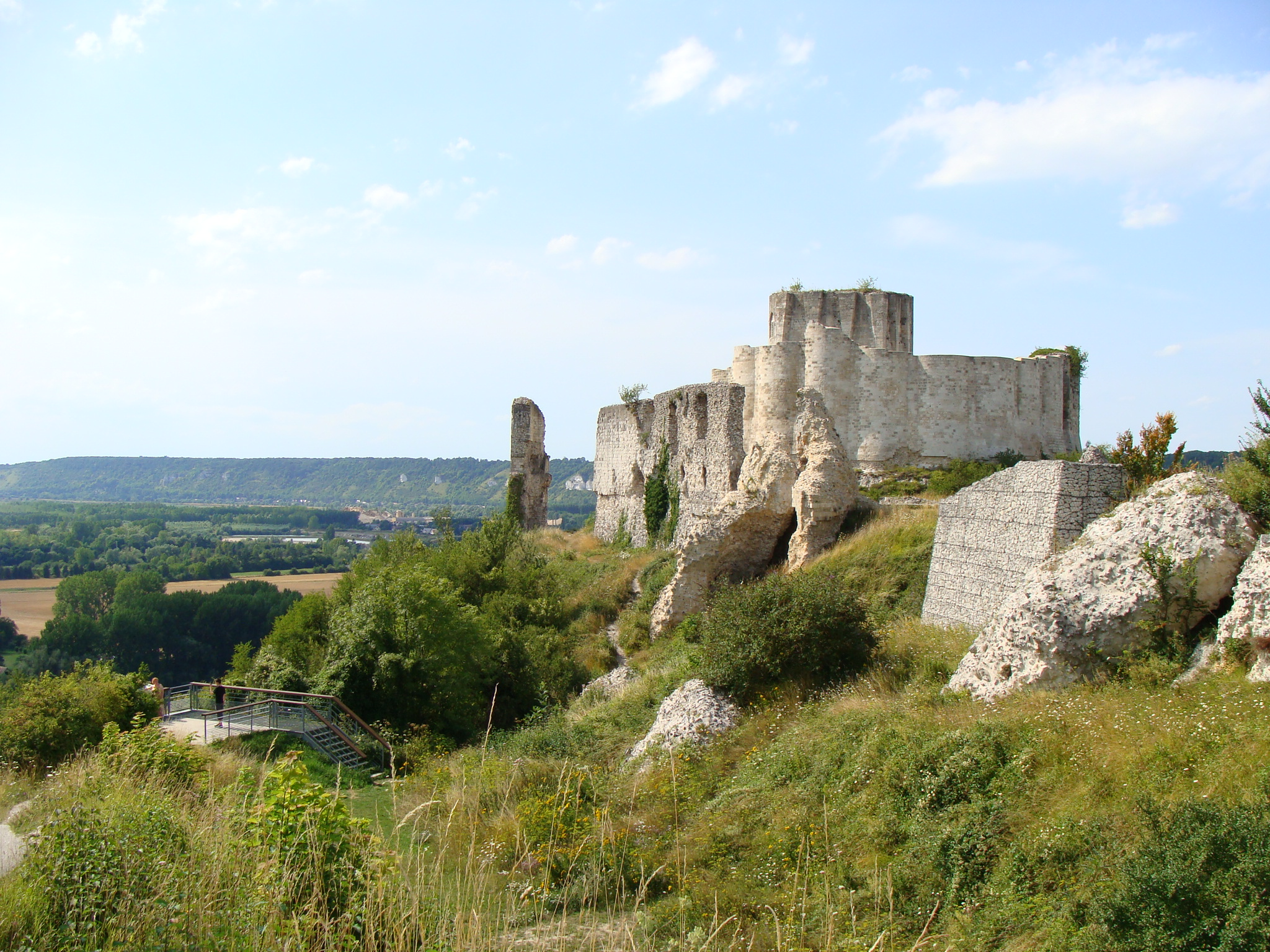
Vue du château côté falaise, avec, à l'extrême gauche au fond, un pan de mur de la « tour des latrines » et à côté à droite, courtine, puis fenêtres de la chapelle percées dans le mur.

La légende voudrait que les Français soient entrés dans la basse-cour par les latrines ; Adolphe Poignant (XIXe siècle) raconte que ce sont les troupes de Lambert Cadoc qui l'ont prise d'assaut, une nuit. Cependant, à la lumière du récit de Guillaume le Breton, ils se seraient introduits en réalité par l'une des fenêtres basses de la chapelle que Jean sans Terre avait fait construire bien mal à propos. La légende des latrines est encore reprise en tant qu'histoire vraie aujourd'hui par diverses sources peu spécialisées, comme des ouvrages de vulgarisation ou des sites internet. Cette histoire aurait été inventée après les faits, car elle frappe l'imagination en introduisant du cocasse dans une situation dramatique et, surtout, parce que la vérité est quelque peu embarrassante pour l'image de la monarchie de droit divin, une chapelle étant normalement un sanctuaire inviolable.

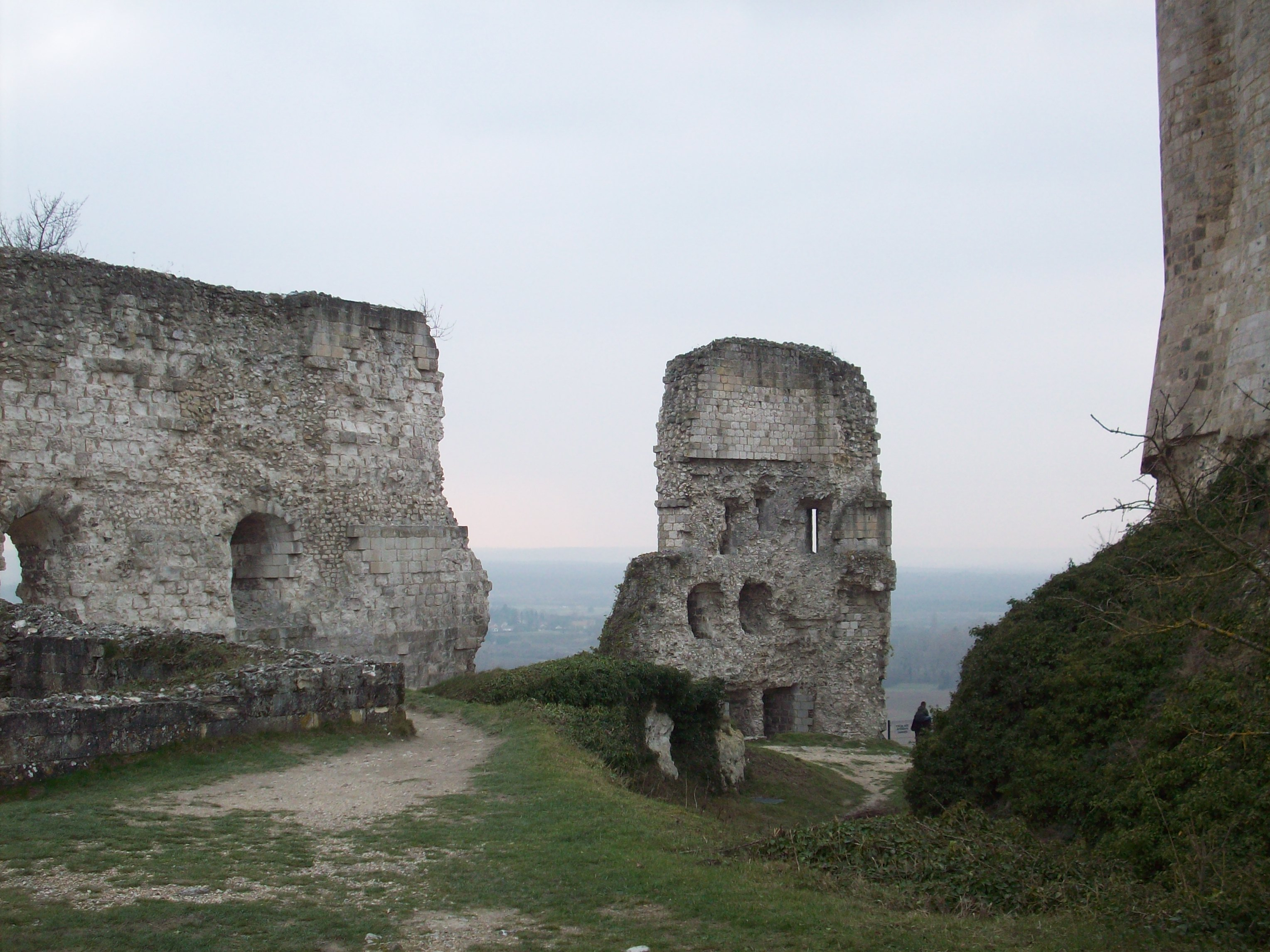
Autre image représentant la « tour des latrines » à droite au fond et la chapelle à gauche, vue de la basse-cour.

Après avoir pénétré dans la chapelle, les assaillants débouchent alors dans la basse-cour tandis que les défenseurs s'enferment dans le donjon. Mais comme un pont dormant relie la basse-cour au donjon, les mineurs français n'ont pas de grandes difficultés à s'approcher de la porte. Un engin de jet l'enfonce finalement. La garnison comprenant 36 chevaliers et 117 sergents ou arbalétriers se rend le 6 mars 1204. Le siège aura coûté la vie à quatre chevaliers. Lambert Cadoc, chef mercenaire de Philippe Auguste, fut l'un des grands artisans de cette victoire. Le roi de France lui confia la garde du château. Le roi a désormais le champ libre pour achever la conquête du duché de Normandie. Conquête facilitée par l'abattement moral chez les Anglo-Normands, consécutif à la chute de Château-Gaillard. Le duché tombe entièrement en juin 1204.

### L'affaire de la tour de Nesle

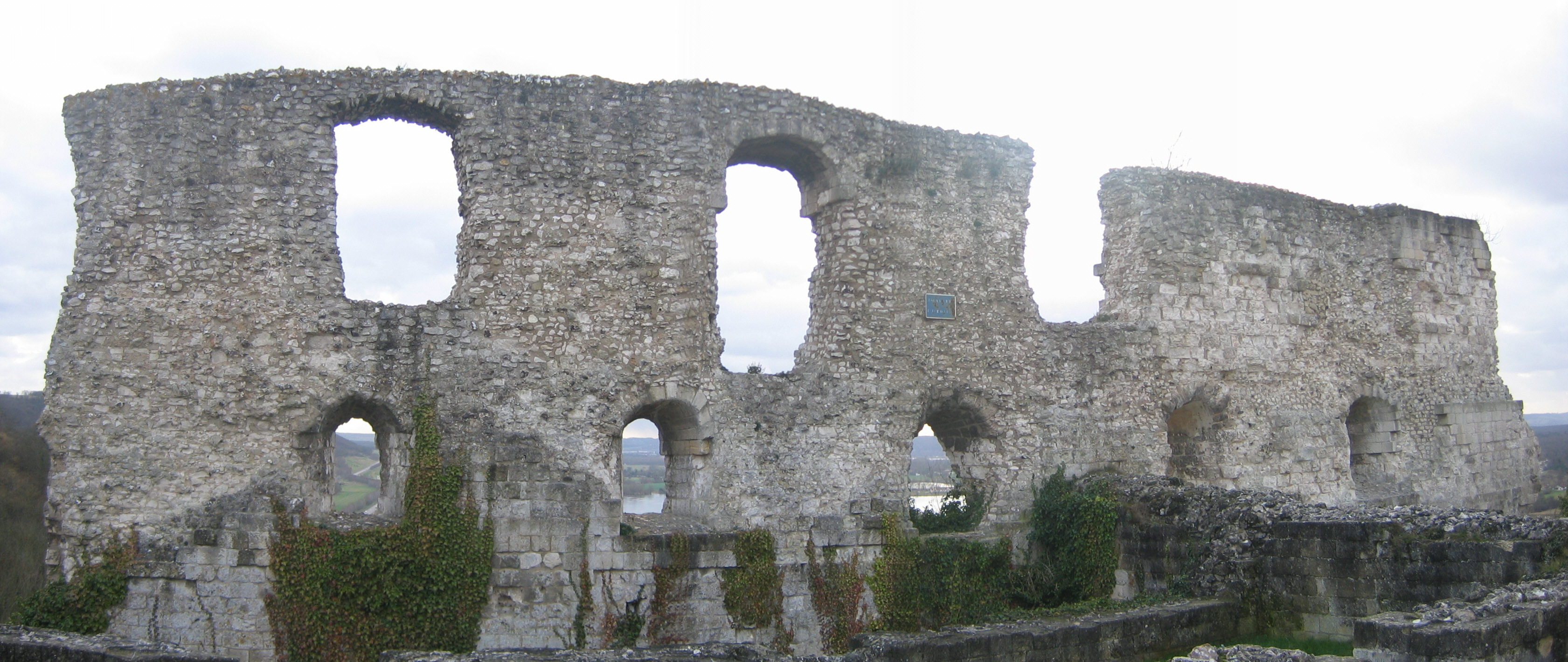
Basse-cour et mur de la chapelle.

En 1314, deux des trois belles-filles de Philippe IV le Bel (1268-1314) furent enfermées à Château-Gaillard après l'affaire de la tour de Nesle, Marguerite de Bourgogne, femme adultère de l'héritier du trône Louis de France (futur Louis X le Hutin) et Blanche de Bourgogne, épouse de Charles de France (3e fils de Philippe, futur Charles IV le Bel). La première y mourut l'année suivante, peut-être étranglée sur ordre de son époux ou probablement à la suite des mauvaises conditions de sa détention, tandis que la seconde, après avoir passé dix ans dans la forteresse, est « autorisée » à se retirer au couvent de Maubuisson, où elle meurt en 1326.

### Guerre de Cent Ans

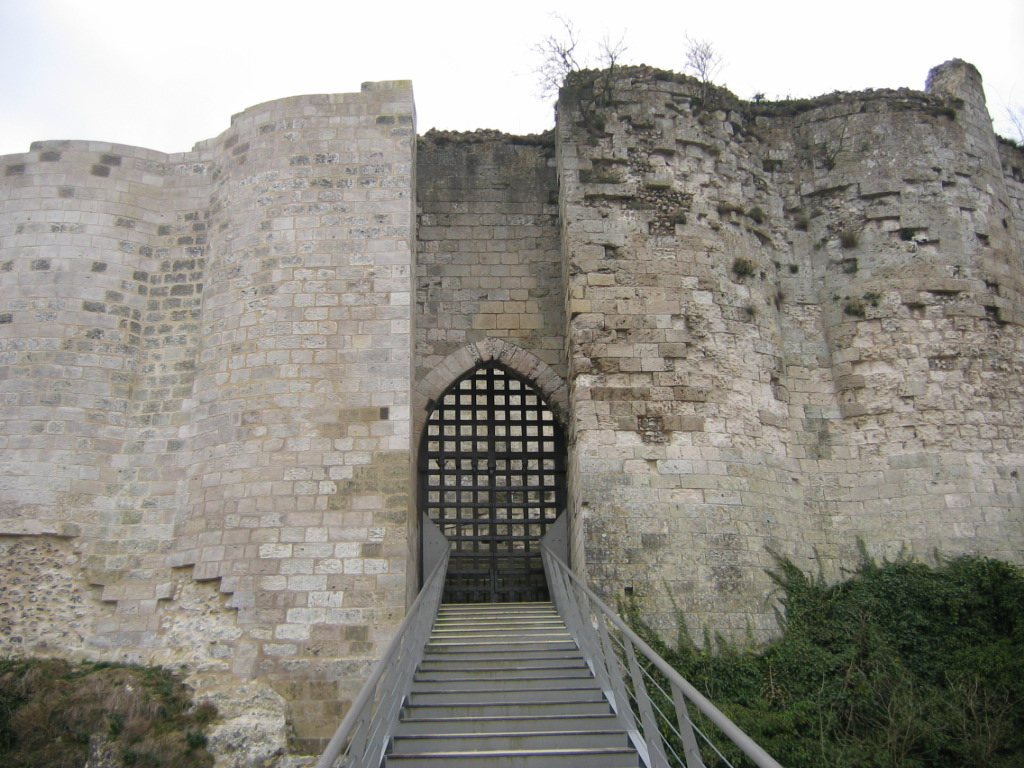
Entrée de la chemise qui protège le donjon.

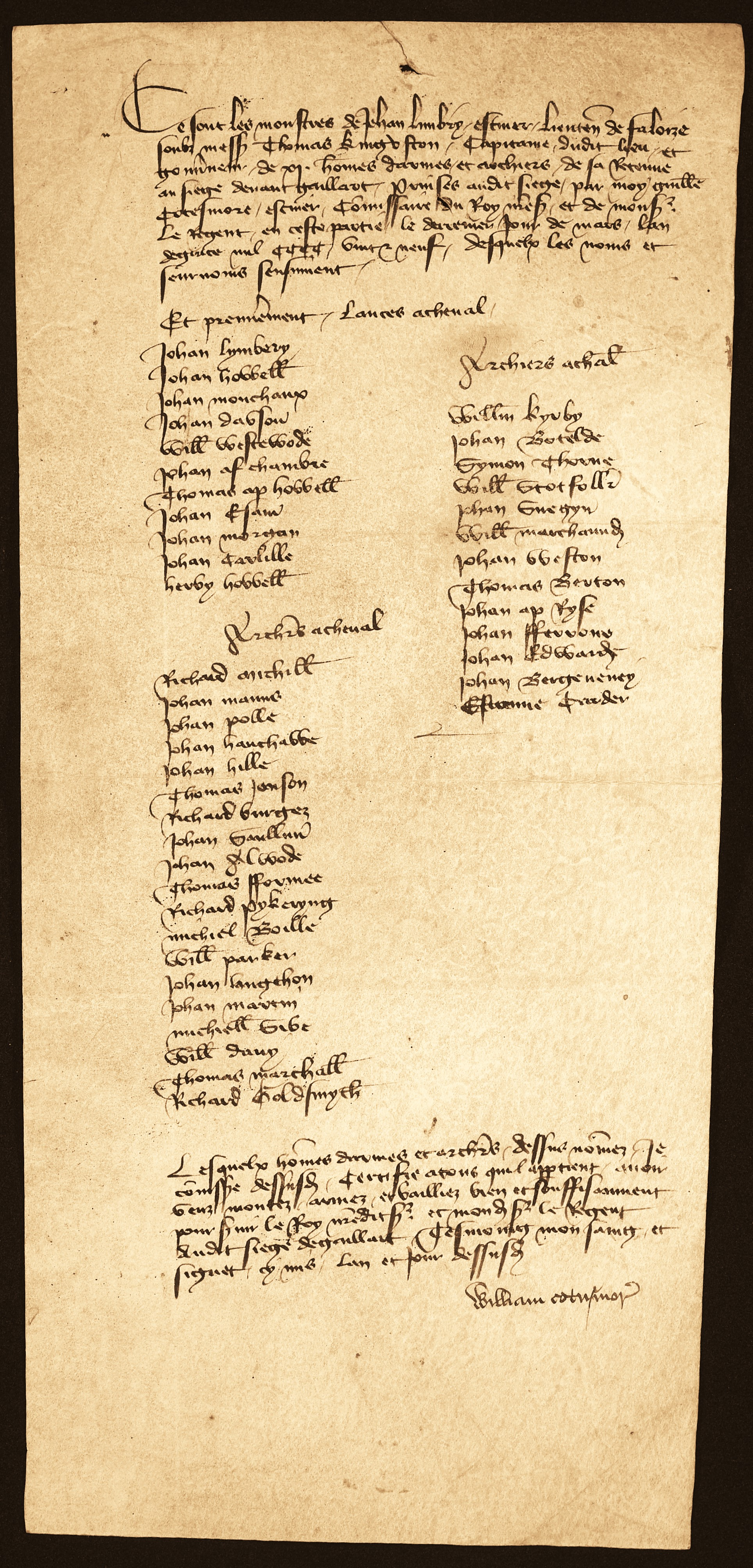
Rôle et "monstres" de la garnison de Jehan Limbry escuyer et lieutenant de Falaise, pour la défense de Château Gaillard. Rôle établi le 2 mars 1429. Archives départementales de l'Eure. Cote 2 F 4069.

En avril 1356, le roi de Navarre, Charles le Mauvais, arrêté, lors du festin de Rouen qui se déroule au château par le roi Jean le Bon, y est brièvement emprisonné, avant d'être transféré au Louvre, puis à Arleux, d'où il s'évadera. En 1413, Charles VI, à court d'argent, réduit la solde du gouverneur de la place des trois-quarts.
Durant la guerre de Cent Ans, Château-Gaillard subit plusieurs sièges. Le 9 décembre 1419, il tombe aux mains des Anglais au bout de seize mois de siège et ce parce que la dernière corde nécessaire à la remontée de l'eau du puits s'était rompue. C'était la dernière place forte normande qui résistait encore aux troupes anglaises d'Henri V.
La Hire, compagnon de Jeanne d'Arc, s'en empare par surprise en 1431 pour le compte des Armagnacs.

« En cette saison Étienne de Vignolles, dit la Hire, partit de Louviers avec une grande compagnie de gens d'armes, qui passèrent la rivière de Seine en des bateaux, et vinrent prendre par escalade Chasteau-Gaillard, qui est à sept lieuës de distance de Roüen, assis sur un roc près de ladite rivière de Seine, là où ils trouvèrent le sire de Barbazen (Guillaume de Barbazan, capitaine de Charles VII) prisonnier du Roy d'Angleterre, lequel avoit été pris dedans la ville de Melun, dont il estoit capitaine. Et fut amené ledit Barbazen devant le Roy (Charles VII), lequel fut fort joyeux de sa délivrance »

— Berry, Histoire chronologique du Roy Charles VII.
Quelques mois plus tard, la forteresse est de nouveau sous contrôle anglais, et sa garde confié à Lord Talbot. En septembre 1449, le roi Charles VII vient en personne mettre le siège devant la forteresse et en reprend possession au bout de cinq semaines de siège.

### Époque moderne
Pendant les guerres de Religion, les ligueurs s'enferment dans le château alors sous le commandement de Nicolas II de La Barre de Nanteuil. Les troupes du roi Henri IV s'en emparent en 1591 après presque deux ans de siège. En 1598, les États généraux de Normandie demandent au roi la démolition de l'édifice afin d'éviter qu'une nouvelle bande armée s'y retranche pour piller la région. Henri IV accepte. En 1603, les capucins du Grand-Andeli sont autorisés à prendre des pierres pour la réparation de leur couvent. Autorisation donnée également sept ans plus tard aux pénitents de Saint-François du Petit-Andeli, puis ceux de Rouen. Les deux communautés religieuses s'attaquent en priorité aux courtines de la basse-cour et de l'ouvrage avancé. La destruction est interrompue en 1611 puis reprise sous l'égide de Richelieu. Le cardinal ordonne l'arasement du donjon et de l'enceinte de la haute-cour[réf. nécessaire]. Selon Bernard Beck, c'est Louis XIII qui, en 1616, craignant que son demi-frère le duc de Vendôme, César de Vendôme, en rébellion contre lui, ne s'empare du château, aurait hâté la destruction.

### Ruines romantiques
En 1862, Château-Gaillard est classé au titre des monuments historiques. Il entre dans les guides touristiques vantant les ruines romantiques de la Normandie, au même titre que l'abbaye de Jumièges et les châteaux de Lillebonne, de Gisors ou de Tancarville. En 1885-1886, l'architecte Gabriel Malençon, puis vers 1900, l'archéologue Léon Coutil, sont chargés de dessiner un relevé des vestiges. Plusieurs fouilles et sondages ont permis de mieux connaître le château. Si son plan est maintenant bien connu, il reste des incertitudes sur son histoire et sur l'origine de certains perfectionnements architecturaux.
Ces ruines romantiques ont accueilli en 2017 le Concours international de peinture grand format en Normandie.

## Description

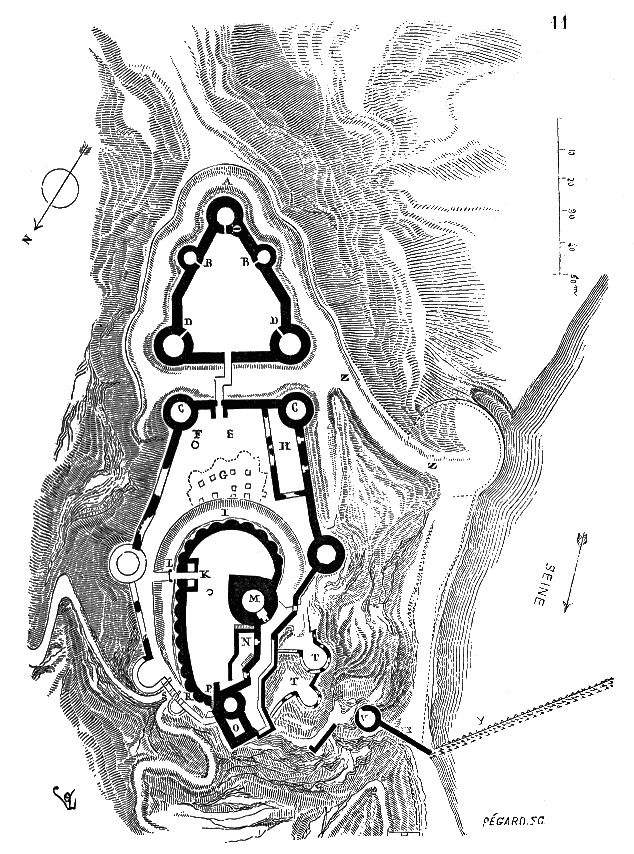
Plan du Château-Gaillard par Viollet-le-Duc.
A : tour de la Monnaie ;
B : tourelles de la courtine ;
D : tours de l'ouvrage avancé ;
C : enceinte et tours de la basse-cour ;
E : basse-cour ou baile ;
F : puits ;
G : caves souterraines ;
H : chapelle et latrines construites par Jean sans Terre ;
I : fossé de la chemise ou 3e enceinte ;
K : porte d'entrée de la chemise ;
L : pont ;
M : donjon ;
N : logis ;
O : bastion ;
P : poterne ;
R : chemin de ronde ;
S : seconde poterne ;
T : tours et parapets ;
V : tour de liaison avec l'estacade ;
X : muraille ;
Y : estacade de la Seine ;
Z : fossés.

### Le site
Richard installe le château sur un éperon rocheux dominant la Seine d'environ 90 mètres. Le site n'est toutefois pas l'endroit le plus haut du secteur puisqu'au sud-est s'étend un plateau qui le domine de 50 mètres.
Le système défensif dépassait de loin la seule forteresse encore visible aujourd'hui et bloquait littéralement le fleuve. Au pied du château, le bourg fortifié de la Couture (embryon du Petit Andely) avait été créé. De là, un pont enjambait la Seine et prenait appui sur l'île fluviale dite du Château, qui accueillit un petit château polygonal (le château de l'île). Quelques centaines de mètres en amont du fleuve, une triple rangée de pieux empêchait la descente des navires (l'estacade). Deux mottes castrales servaient d'avant-postes : la tour de Cléry, sur le plateau, et celle de Boutavant dans la vallée, dont on peut encore voir quelques restes sur l'île La Tour. Au centre, poste d'observation magistral et imprenable, le Château-Gaillard (appelé aussi château de la Roche— de la Roque en normand —). L'ensemble avait pour vocation de verrouiller la boucle de la Seine en amont de Rouen.

### L'architecture

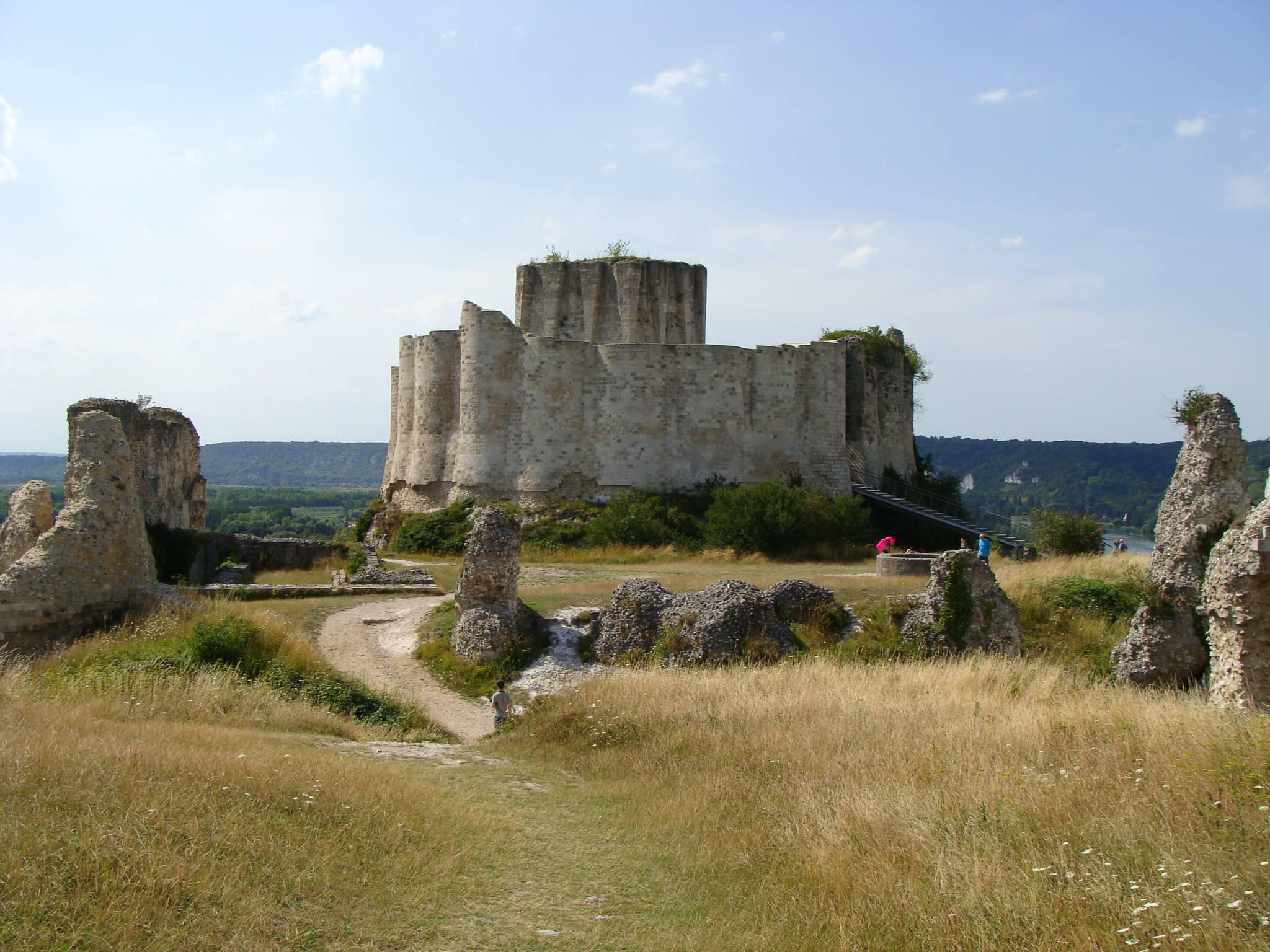
Vue à partir de la barbacane sur la basse-cour (avec le puits à droite) reliée par un pont fixe à la chemise du donjon et son donjon à l'intérieur.

Cet aspect est assez bien connu grâce aux multiples fouilles et aux comptes de l'Échiquier de Normandie.
Pressée par l'imminence d'un retour de la guerre, la construction du château prend moins de deux ans et en 1198, les travaux sont achevés. Le résultat impressionna les contemporains. D'où les commentaires prêtés à Richard Cœur de Lion : « Comme elle est belle ma fille d'un an » et une autre fois : « Quel château gaillard ! ».
Château-Gaillard est en pierre. Il se distingue par la complexité de son plan avec une combinaison de défenses échelonnées en profondeur, face au plateau d'où l'attaque devait surgir. Le château ne ressemble pas aux forteresses construites ou améliorées dans la première moitié du XIIe siècle, par le roi Henri Ier. Ces dernières se présentaient généralement sous la forme d'un grand rempart de pierre enfermant un vaste espace ; un donjon carré ou une porte fortifiée complétait le dispositif défensif. Château-Gaillard s'organise en multiples volumes, emboîtés ou presque indépendants les uns des autres. L'objectif est clairement de multiplier les obstacles afin d'épuiser l'assaillant. Cette disposition a également pour finalité d'entraver la progression des machines et nécessite moins de défenseurs.
Les différentes parties du château sont :
- le donjon, situé au sein d'une haute-cour et constituant un refuge ultime au cœur de la forteresse[23], est l'un des éléments les plus originaux et les mieux conservés. Il se présente sous la forme d'une tour circulaire sur les trois quarts, mais doté d'un angle au sud-est, et renforcée, d'une part par un éperon, et d'autre part par des contreforts en forme de pyramides inversées, sauf sur la partie ouest côté falaise. Ces contreforts se rejoignaient en arcs brisés qui supportaient des mâchicoulis. Ces derniers éléments ont disparu avec la partie supérieure du donjon qui a été arasée au XVIIe siècle. Le donjon comptait trois niveaux mais l'entrée se faisait par le premier étage au nord-ouest via un long escalier de pierre aujourd'hui disparu. L'ouverture de baies géminée, côté falaise, indique que la tour avait une fonction résidentielle en plus de son rôle défensif ;
- la haute-cour, qui abrite le donjon, est entourée par une enceinte (chemise) et un fossé externe. La haute-cour comportait également une grande salle (aula), un four à pain et une armurerie. Des celliers étaient creusés dans la roche du fossé, au pied de la chemise, et ils pouvaient assurer le ravitaillement d'une garnison pendant deux ans. Assez bien conservée, la chemise de forme ellipsoïdale, constitue une partie originale. Elle présente en effet, côté plateau, un flanquement en feston grâce à des tours contiguës, supprimant tout angle mort au pied du mur[24], et lui assurant une meilleure résistance face aux gros projectiles et supportant probablement des mâchicoulis[25]. Cette innovation ne fut pas imitée. Côté falaise, l'enceinte montre en revanche un mur plat et peu épais et se confond partiellement avec le donjon. Des fenêtres trouent la muraille ;
- la basse-cour englobe la haute-cour et son donjon. Elle était entourée d'un fossé sec équipé d’obstacles, surmonté d'un rempart polygonal et de tours, dont il ne reste plus grand chose. Une chapelle en pierre, côté falaise, et des bâtiments domestiques se trouvaient à l'intérieur ;
- l'ouvrage avancé défensif de forme polygonale est pourvue de flanquements circulaires[25]. Il forme une partie quasi-indépendante du château puisque seul un pont mobile enjambant un fossé le reliait à la basse-cour. Il avait pour utilité de renforcer la défense du côté le plus vulnérable de Château-Gaillard, c'est-à-dire du côté du plateau en surplomb. Il servait aussi d'entrée au château, ce qui l'apparente à une barbacane[26].

L'ensemble des éléments du château sont isolés par un fossé.
- Un puits de 120 mètres (20 m sous le niveau de la Seine) est creusé dans le sol calcaire de la basse-cour, tandis que des citernes stockent l'eau dans la haute-cour et l'ouvrage avancé. Des caves aménagées sous la basse-cour et accessibles par le fossé sud entourant la chemise assurent la conservation des denrées nécessaires pour soutenir un long siège.

#### Remarques sur sa conception

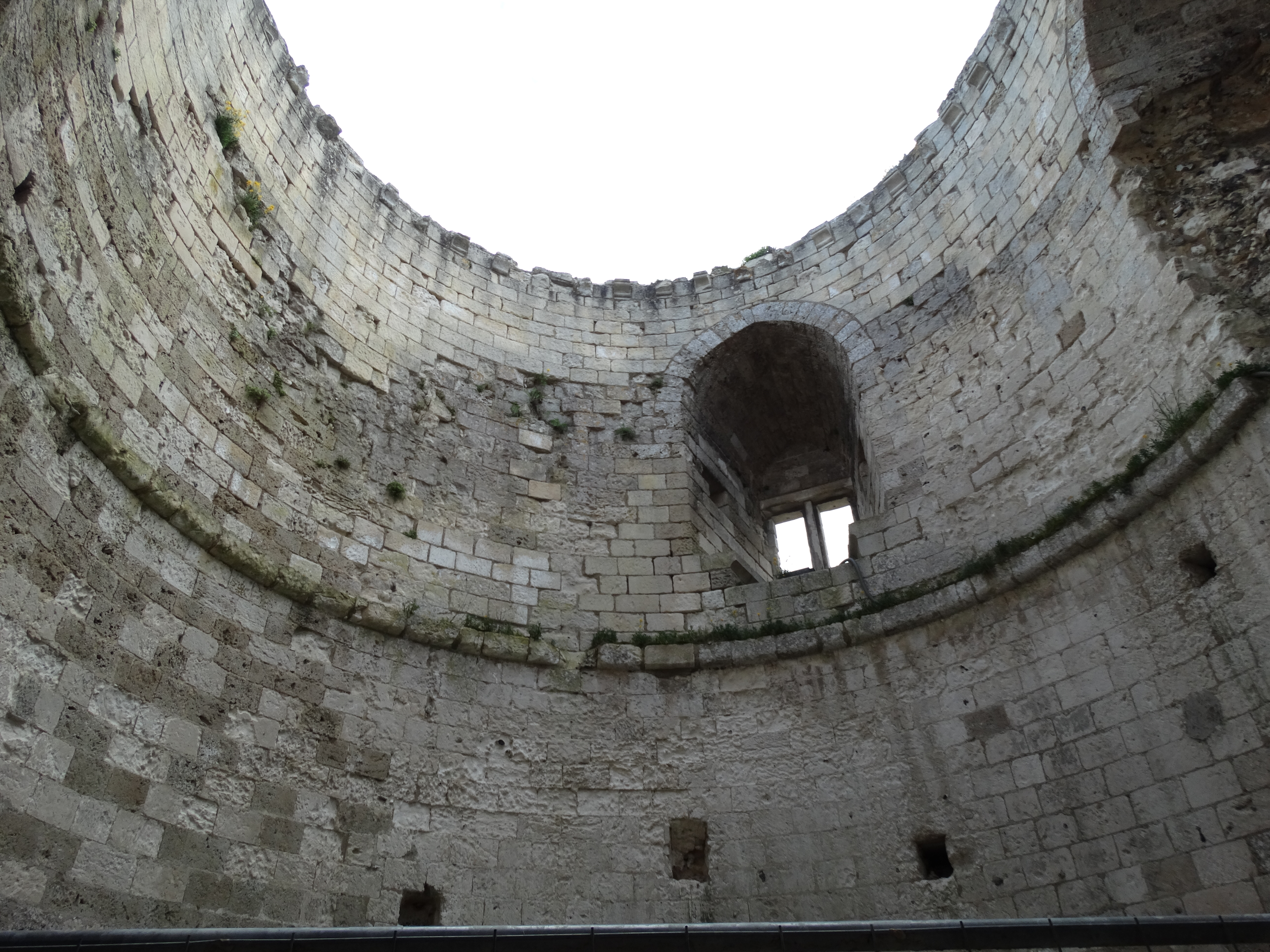
Intérieur des ruines du donjon de Château-Gaillard.

Pour les contemporains, c'est une forteresse inexpugnable.
Toutefois, de conception passive, Château-Gaillard ne peut pas exercer une défense active. De plus, il était dominé au sud-est par un plateau où l'on pouvait installer des machines de guerre. 
Pour l'archéologue Annie Renoux, Château-Gaillard est « à la fois archaïque et novateur ». Archaïque par son assiette castrale, novateur par sa géométrie savante. Les érudits ont souvent expliqué que son architecture originale fut influencée par les châteaux syriens que Richard avait connus lors de la troisième croisade. Cette origine est aujourd'hui discutée, mais il n'empêche que certains éléments apparaissent résolument modernes pour l'époque. C'est notamment le cas de la muraille festonnée, du système de mâchicoulis sur arcs brisés portés par des contreforts inversés et du flanquement régulier des courtines par des tours circulaires. La fonction à la fois résidentielle et défensive du donjon sera une idée poursuivie par Philippe Auguste.

#### Quelques chiffres
- Longueur : 200 m
- Largeur : 80 m
- Altitude : environ 100 m (celle de la Seine se trouvant à 10 m)
- Coût : 45 000 livres pour l'ensemble du programme de fortification (château avec les avant-postes, le pont sur la Seine et le bourg de la Couture), l'équivalent de la solde annuelle de 7 000 fantassins
- Poids : 4 700 tonnes de pierre
- Donjon : 8 m de diamètre intérieur, 18 m de hauteur
- Murailles : 3–4 mètres d'épaisseur

## Documentaire
En 2021, Thomas Risch réalise un documentaire sur le château-fort intitulé Château-Gaillard, une forteresse imprenable.